# Unai López
Unai López Cabrera (Errenteria, 30 ottobre 1995) è un calciatore spagnolo, centrocampista del Rayo Vallecano.

## Carriera

### Club
Sempre stato di proprietà dell'Athletic Bilbao, ha esordito nella massima serie spagnola nel 2014.
Il 31 agosto 2021 torna a titolo definitivo al Rayo Vallecano, col quale firma un contratto di 3 anni.

### Nazionale
Ha esordito con la maglia della Nazionale Under-21 durante le qualificazioni agli europei di categoria.

## Palmarès
- Supercoppa di Spagna: 2

Athletic Bilbao: 2015, 2021